# Elezioni generali in Angola del 1992
Le elezioni generali in Angola del 1992 si tennero il 29-30 settembre per l'elezione del Presidente e il rinnovo dell'Assemblea nazionale.
Le elezioni presidenziali videro la vittoria di José Eduardo dos Santos, espressione del Movimento Popolare di Liberazione dell'Angola, che sconfisse Jonas Malheiro Savimbi, sostenuto dall'Unione Nazionale per l'Indipendenza Totale dell'Angola.

## Risultati

### Elezioni presidenziali
| José Eduardo dos Santos    | Movimento Popolare di Liberazione dell'Angola          | 1 953 335 | 49,56 |  |  |  |  |  |
| Jonas Malheiro Savimbi     | Unione Nazionale per l'Indipendenza Totale dell'Angola | 1 579 298 | 40,07 |  |  |  |  |  |
| António Alberto Neto       | Partito Democratico Angolano                           | 85 249    | 2,16  |  |  |  |  |  |
| Holden Roberto             | Fronte Nazionale di Liberazione dell'Angola            | 83 135    | 2,11  |  |  |  |  |  |
| Honorato Lando             | Partito Democratico Liberale dell'Angola               | 75 789    | 1,92  |  |  |  |  |  |
| Luís dos Passos            | Partito del Rinnovamento Democratico                   | 58 121    | 1,47  |  |  |  |  |  |
| Bengui Pedro João          | Partito Social Democratico                             | 38 243    | 0,97  |  |  |  |  |  |
| Simão Cacete               | Fronte per la Democrazia                               | 26 385    | 0,67  |  |  |  |  |  |
| Daniel Chipenda            | Indipendente                                           | 20 845    | 0,53  |  |  |  |  |  |
| Anália de Victória Pereira | Partito Liberal Democratico                            | 11 475    | 0,29  |  |  |  |  |  |
| Rui Pereira                | Partito del Rinnovamento Sociale                       | 9 208     | 0,23  |  |  |  |  |  |
| Totale                     | Totale                                                 | 3 941 083 | 100   |  |  |  |  |  |
|                            |                                                        |           |       |  |  |  |  |  |
| Voti non validi            | Voti non validi                                        | 460 455   | 10,46 |  |  |  |  |  |
| Votanti                    | Votanti                                                | 4 401 538 |       |  |  |  |  |  |

### Assemblea nazionale
| Liste                                                                | Voti      | %     | Seggi |
| -------------------------------------------------------------------- | --------- | ----- | ----- |
| Movimento Popolare di Liberazione dell'Angola                        | 2 124 126 | 48,16 | 129   |
| Unione Nazionale per l'Indipendenza Totale dell'Angola               | 1 347 636 | 30,55 | 70    |
| Fronte Nazionale di Liberazione dell'Angola                          | 94 742    | 2,15  | 5     |
| Partito Democratico Liberale dell'Angola                             | 94 269    | 2,14  | 3     |
| Partito del Rinnovamento Sociale                                     | 89 875    | 2,04  | 6     |
| Partito del Rinnovamento Angolano                                    | 35 293    | 0,80  | 1     |
| Angola Democratica - Coalizione                                      | 34 166    | 0,77  | 1     |
| Partito Social Democratico                                           | 33 088    | 0,75  | 1     |
| Alleanza dei Giovani, dei Lavoratori e degli Agricoltori dell'Angola | 13 924    | 0,32  | 1     |
| Forum Democratico Angolano                                           | 12 038    | 0,27  | 1     |
| Partito Democratico per il Progresso - Alleanza Nazionale Angolana   | 10 608    | 0,24  | 1     |
| Partito Democratico Nazionale dell'Angola                            | 10 281    | 0,23  | 1     |
| Convenzione Nazionale Democratica dell'Angola                        | 10 237    | 0,23  | –     |
| Partito Social Democratico dell'Angola                               | 10 217    | 0,23  | –     |
| Partito dell'Angola Indipendente                                     | 9 007     | 0,20  | –     |
| Partito Democratico Liberale dell'Angola                             | 8 025     | 0,18  | –     |
| Partito Democratico Angolano                                         | 8 014     | 0,18  | –     |
| Partito del Rinnovamento Angolano                                    | 6 719     | 0,15  | –     |
| Totale                                                               | 4 410 575 | 100   | 220   |